# ベトナム民主共和国

ベトナム民主共和国
Việt Nam Dân chủ Cộng hòa
(越南民主共和)

国の標語: Độc lập - Tự do - Hạnh phúc（ベトナム語）
独立、自由、幸福国歌: Tiến Quân Ca（ベトナム語）
進軍歌

ジュネーブ協定によるベトナム民主共和国の領土

ベトナム民主共和国（ベトナムみんしゅきょうわこく、ベトナム語：Việt Nam Dân chủ Cộng hòa / 越南民主共和）は、1945年のベトナム八月革命によってベトナムで成立した東南アジア最初の社会主義国家である。
第一次インドシナ戦争の結果、1954年以降は暫定的に「北緯17度線」以北のベトナム（北ベトナム）を統治する分断国家となったため、北ベトナムと別称される。1976年に南ベトナムを吸収併合したことで、ベトナム社会主義共和国（統一ベトナム）として発展的に消滅した。

初代国旗 (1945 - 1955)
二代目国旗 (1955 - 1975)

## 歴史

### 第二次世界大戦（～1945）
フランスの植民地（フランス領インドシナ、仏印）の一部であったベトナムには、1940年9月と1941年7月に日本軍が進駐（仏印進駐）していた。そして、第二次世界大戦末期、東京大空襲の翌日に当たる1945年3月11日に、日本軍によってフランス植民地政府が打倒（仏印処理）され、阮朝は日本軍の庇護の下でベトナム帝国を樹立した。
その後、8月15日に日本軍がフランスを初めとする連合国軍に降伏文書の調印を予告すると、2日後の8月17日に、ベトナム独立同盟会（ベトミン）はインドシナ共産党の主導下で八月革命を起こし、ベトナム帝国からの権力争奪闘争を各地で展開した。そして、日本政府が降伏文書に調印した9月2日には、ホー・チ・ミンがハノイでベトナム民主共和国の独立を宣言し、ベトナム帝国は崩壊した。

### 日本の降伏からジュネーヴ協定まで（1945～1955）
日本軍が降伏してベトナム帝国が崩壊すると、ベトナムは連合国軍の占領下に入った。日本軍の武装解除の為、まずフランス領インドシナ北部には中華民国軍が、南部にはイギリス軍が進駐した。中華民国軍の支配下で、ベトミンはベトナム国民党などとの連立内閣を組織しており、翌1946年の総選挙後もこれを維持していた。しかし南部ではイギリス軍に代わり旧植民地の再支配を謀るフランス軍が再進駐し、1945年9月末にはサイゴンの支配権を奪取したことで、ベトミンとの武力衝突が発生した。ベトミンはフランスとの交渉による解決を試み、1946年3月にはフランス連合内での独立が認められた。だが、インドシナ一帯の再支配を目論むフランス政府は、ベトナムが共産主義国家として独立することを拒否し、コーチシナ共和国の樹立などさまざまなかたちで分離工作を行なった。そのため、越仏双方が抱く意見の相違は解決されず、同年12月にハノイで越仏両軍が衝突したことで、第一次インドシナ戦争が勃発した。
開戦当初はフランス軍が優勢であった。だが、山岳地帯に引きこもって軍隊を組織したベトミンは、フランス軍との戦力差を考慮してゲリラ戦で対抗した。この際、日本軍兵士の一部も残留日本兵としてベトミン軍に参加。戦争の長期化に直面したフランスは1949年6月、ベトナム民主共和国に代わるベトナム人国家としてベトナム国をサイゴンに成立させ、国家承認した。ベトナム国がアメリカ、イギリスからも国家承認を受けたのに対し、1950年にはベトナム民主共和国がソ連型社会主義国家のソビエト連邦と中華人民共和国から国家承認を受け、両国からの援助を得ながら抗戦を続けた。こうしてこの戦争は、冷戦の体制競争という側面も有するようになった。
第一次インドシナ戦争の長期化は、戦争に疲れたフランス国民の厭戦感を高めた。そのため、フランス政府は戦争終結に向け、1954年4月からジュネーヴ会議を開始した。そして、ディエンビエンフーの要塞陥落を受けて、1954年7月21日にジュネーヴ休戦協定を締結した。協定により、ベトナムの国土は北緯17度線で南北に分割され、北ベトナムをベトナム民主共和国が、南ベトナムをベトナム国が（1955年まで）統治することになった。しかし、恒久的な分割を避けるため、1956年に再統一のための全国選挙を実施することも決められた。

### ジュネーヴ協定からトンキン湾事件まで（1955～1965）
ジュネーヴ会議の後、北ベトナムでは戦闘が停止され、ベトナム労働党と民主共和国政府は土地改革や集団農場化などの社会主義化を推進した。一方、南ベトナムでは、アメリカの支援を得たゴ・ディン・ジエムが旧来の指導者達を追放して1955年にベトナム共和国を樹立し、反共主義に基づく南ベトナムの警察国家化を推進した。ゴ・ディン・ジエム政権はジュネーヴ協定で定められた南北再統一のための選挙を拒否した上、反政府分子の弾圧や特定勢力（カトリック教徒等）の優遇等で失敗国家化が進み、社会不安を増大させていた。そのため、労働党は革命戦争再開の好機と判断し、1960年の第3回党大会で南ベトナムの解放と社会主義建設を謳い、南ベトナム解放民族戦線（ベトコン、1960年成立）の闘争を指導し始めた（ベトナム戦争の始まり）。
1960年代に入りベトコンによるテロ、ゲリラ活動が南ベトナム各地で本格化すると、労働党はホーチミンルートを通じてベトコンへ物的・人的支援を活発化させた。ただし、1960年代前半の南ベトナムにおける闘争の主戦力は南ベトナムの活動家であり、ベトナム人民軍の派兵は限定的だった。これに対し、南ベトナムの現状を憂えたアメリカ政府は1961年に南ベトナム軍事援助司令部を設置し、軍事顧問団の増派と、ベトナム共和国軍への軍事物資支援の増強という形で軍事的介入を徐々に拡大した。南ベトナムにおける解放闘争の激化とあわせ、民主共和国はベトナム共和国軍のコマンド部隊による北ベトナム沿岸への襲撃を受けるようになった。そのような状況下の1964年、トンキン湾でベトナム人民海軍の魚雷艇がアメリカ海軍の駆逐艦を攻撃してしまう事件が発生した。事件は人民海軍の敵方識別誤認による偶発的なものであったが、アメリカ政府は事件発表時に事実を一部捏造して「共産主義の脅威」をあおり（トンキン湾事件）、翌1965年3月8日から米軍戦闘部隊の南ベトナム派遣を行なう口実としていった。

### 抗米救国闘争（ベトナム戦争・1965～1975）
米軍は戦闘部隊の派兵に先立ち、1965年2月7日から北ベトナムへの集中爆撃（北爆）を開始し、北ベトナム全域がベトナム戦争の戦火にさらされることになった。これを受け、ベトナム民主共和国はソビエト連邦から重火器や軍事顧問、中華人民共和国から軽火器や軍事顧問の受け入れを活発化させ、南ベトナム解放民族戦線を通じたベトナム人民軍の南ベトナム派遣を本格化させた。同時に、攻撃対象をベトナム共和国軍からアメリカ軍・SEATO連合（オーストラリア、タイ、フィリピン、ニュージーランド）軍・及び韓国軍にまで拡大し、ベトナム戦争を本格的な戦争へと発展させた。ただし、1967年頃までは米軍の対ゲリラ戦略が功を奏し、解放戦線側が劣勢になることもあった。
1968年、ベトナム人民軍は事態を打開すべく、解放戦線と共にテト攻勢を敢行し、ベトナム共和国のグエン・バン・チュー政権の転覆を目指した。攻撃は共和国政府を根底から揺さぶったものの体制転覆には至らず、むしろ解放民族戦線の戦闘能力に大打撃を受けたため、以降の解放戦線側の主戦力はベトナム人民軍が担うこととなった。しかし一方で、この攻撃は「ベトナム戦争の終結は間近」と知らされていたアメリカ社会に大きなショックを与え、アメリカにおける反戦運動を激化させるきっかけとなった。翌1969年には建国以来の指導者であるホー・チ・ミンが死去したが、指導権は労働党第一書記のレ・ズアンに継承され、混乱は生じなかった。また、同年中に南ベトナム解放民族戦線を中心とする南ベトナム共和国臨時革命政府を樹立させ、南ベトナムにおける反政府勢力が強大であることを世界に示した。
1973年、ベトナム民主共和国はアメリカ・ベトナム共和国とパリ協定を締結し、米軍を始めとする外国軍を南ベトナムから撤退させるとともに、南ベトナム共和国を「南ベトナムの政府」として国際的に認知させることに成功した。その一方で、米軍が南ベトナムへ再介入する可能性とベトナム再統一のための新たな全国選挙に備え、民主共和国はベトナム共和国の存在を受け入れることを暗黙のうちに認めた。だが、米軍再介入の可能性がないことが分かると、1975年1月にベトナム民主共和国はパリ協定を破棄して軍事攻勢を起こし、3月には猛攻撃を開始、約6週間で南ベトナム軍を壊滅させた。1975年4月30日、ベトナム人民軍と南ベトナム解放民族戦線軍はサイゴンを占領し、ベトナム共和国政府を無条件降伏させた（ベトナム戦争の終結）。

### 再統一と消滅（1975～1976）
ベトナム共和国の消滅後、南ベトナムを代表する政府は南ベトナム共和国臨時革命政府だけになり、ベトナム民主共和国によるベトナム再統一を阻む国家は存在しなくなった。一方、ベトナム戦争後に中華人民共和国やクメール・ルージュ（カンボジア）との軋轢が顕在化し、ベトナムは周辺諸国への脅威に対応する必要に迫られた。これを受け、労働党は国内体制を安定化させるべく再統一の計画を早めて統一選挙を実施し、1976年7月2日に南北ベトナムの再統一とベトナム社会主義共和国の成立を宣言した。これ以降、旧ベトナム共和国政府関係者の「再教育」、南ベトナムの社会主義化（行政、官僚組織の再編成や企業の国営化）が急速に進められ、統一ベトナム政府に反発する人々がボートピープルとして国外へ脱出することになる（インドシナ難民）。

## 備考
2013年にベトナムの憲法が改憲された際、国号を現行の「ベトナム社会主義共和国」から「ベトナム民主共和国」へ戻すことが検討された。だが、最終的に実現しなかった。